# 聖十字架ローマ学院
聖十字架ローマ学院（せいじゅうじかローマがくいん、伊語：Collegio Romano della Santa Croce）はローマにあるオプス・デイの国際センターである。1948年設立。
世界の各国からローマに来るオプス・デイのメンバーにキリスト教（カトリック）の宗教的・霊的形成を与える国際スタディ・センターであり、オプス・デイ属人区長の管轄下にある施設である。
また、聖十字架ローマ学院は、オプス・デイの国際神学校でもあり、多くの生徒はカトリック司祭になるための準備と特別形成を受けてから、叙階されて自分の国に戻っていく。
なお、英名は「Roman College of the Holy Cross」であるため、ローマン・カレッジと省略されて呼ばれることがある。西語では「Colegio Romano de la Santa Cruz」という。

## 沿革

### 設立
聖十字架ローマ学院は、1948年6月29日（使徒聖ペトロと聖パウロの祝日）に聖ホセマリア・エスクリバーによってオプス・デイの国際養成センターとして設立された。初代院長は福者アルバロ・デル・ポルティーリョだった。
設立より1974年まで、キャンパスはオプス・デイ本部内にあったが、1974年にローマ北部にある現在の場所に移った。現キャンパスは「カヴァビアンカ国際センター」（伊語：Centro Internazionale Cavabianca）と呼ばれる。

### 「教皇庁立 聖十字架大学」の前身
1984年まではオプス・デイのメンバーが聖十字架ローマ学院において哲学・神学・教会法などの勉強を行い、博士号を取得していたが、1984年よりローマ教皇の管轄下にある高等教育機関としてローマ中心街に教皇庁立 聖十字架大学（伊語：Pontificia Università della Santa Croce）が設置された。聖十字架ローマ学院の教員たちやその図書館などが新大学の始まりであった。

### 姉妹校の「聖マリア・ローマ学院」
1953年に聖ホセマリア・エスクリバーは女子メンバーを対象とした「聖マリア・ローマ学院」（伊語：Collegio Romano di Santa Maria）を設立した。